# Sari Sarkomaa
Sari Johanna Sarkomaa, född 24 september 1965 i Tammerfors, är en finländsk politiker (Samlingspartiet). Hon var Finlands undervisningsminister 2007–2008 och hon har varit ledamot av Finlands riksdag sedan 1999.
Sarkomaa omvaldes som riksdagsledamot i riksdagsvalet 2023 med 5 840 röster från Helsingfors valkrets.